# Peter II av Bulgarien
Peter II Deljan av Bulgarien var ledare för motståndet mot det bysantinska riket i Bulgarien omkring år 1040. Han var son till Gavril Radomir, en tidigare bulgarisk härskare.

## Biografi
Peters mor, som var släkt med Stefan I av Ungern, blev utkastad från det bulgariska hovet innan han föddes och Peter föddes i ett ungerskt kloster där han fick titeln ban från det ungerska hovet när han blivit vuxen.
I Bulgarien bröt ett uppror ut när bysantinarna införde ett nytt myntsystem som skulle ersätta det traditionella sättet att betala skatt in natura. Peter utropades till tsar av armén i Belgrad, där han mötte upprorsledare. Kung Stefan hade troligen ett finger med i spelet.
Peter intog Niš och Skopje, och tågade sedan till Thessaloniki, där den bysantinske kejsaren Mikael IV uppehöll sig. Mikael flydde och lämnade sin statskassa till en Mikael Ivec. Den senare, troligen en son till Ivec, en av Samuils generaler, lämnade omedelbart över huvuddelen av tillgångarna till Peter utanför staden. Thessaloniki förblev i bysantinska rikets händer, men Makedonien och delar av Grekland intogs av Peters styrkor. Revolter mot det bysantinska styret utbröt även i Epirus och Albanien.
Peters framgångar tog emellertid slut när bysantinarna skickade Alusian, vars far Ivan Vladislav hade mördat Peters far, för att bringa oordning i den bulgariska upprorsrörelsen. Alusian välkomnades av Peter, som gav honom en armé för att anfalla Thessaloniki. Belägringen bröts dock av bysantinarna och armén besegrades. Alusian undkom med nöd och näppe och återvände till Ostrovo. Under kvällsmaten en kväll tog han en kökskniv och skar av Peters näsa och stack ut hans ögon. Eftersom Alusian tillhörde Samuils släkt blev han snart utropad till tsar istället för Peter av armén, vilket han avslöjade för bysantinarna. Vid en lämplig tidpunkt lämnade han armén och for till Konstantinopel, där han hälsades som en hjälte, medan den ledarlösa bulgariska armén blev besegrad. Peter tillfångatogs av bysantinarna och skickades till Thessaloniki utan att göra motstånd.